# Edward Scofield

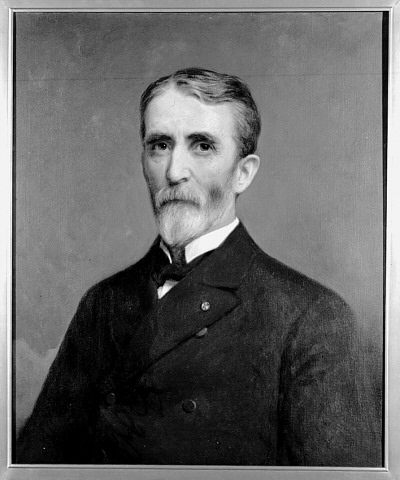
Edward Scofield um 1900

Edward Scofield (* 28. März 1842 in Clearfield, Pennsylvania; † 3. Februar 1925 in Oconto, Wisconsin) war ein US-amerikanischer Politiker und von 1897 bis 1901 der 19. Gouverneur des Bundesstaates Wisconsin.

## Frühe Jahre
Edward Scofield brach im Alter von 13 Jahren seine Schulausbildung ab, um eine Lehrstelle im Druckereiwesen bei einer Zeitung in Indiana (Pennsylvania) anzutreten. Bis zum Ausbruch des Bürgerkrieges blieb er bei dieser Zeitung angestellt. Während des Krieges war er Angehöriger eines Infanterieregiments aus Pennsylvania. Er kämpfte unter anderem in der Schlacht von Gettysburg im Juli 1863. Ein Jahr später geriet er in die Kriegsgefangenschaft der Konföderierten. Nach seiner Freilassung musste er sich erst von einer Erkrankung erholen, die er sich während seiner Gefangenschaft zugezogen hatte.
1868 zog er nach Oconto in Wisconsin, wo er in das Holzgeschäft einstieg. Im Laufe der Jahre wurde er in seiner neuen Heimat zu einem erfolgreichen Geschäftsmann. Zwischen 1887 und 1890 war der Republikaner Scofield Mitglied des Senats von Wisconsin. Im Jahr 1894 bewarb er sich erfolglos um die Nominierung seiner Partei für das Amt des Gouverneurs. Zwei Jahre später hatte er mehr Erfolg. Er gewann nicht nur die Nominierung seiner Partei, sondern auch die anschließenden Gouverneurswahlen mit 59,7 Prozent der Stimmen gegen den Demokraten Willis C. Silverthorn.

## Gouverneur von Wisconsin
Edward Scofield trat sein neues Amt am 4. Januar 1897 an. Nach einer Wiederwahl im Jahr 1898 konnte er es bis zum 7. Januar 1901 ausüben. In seiner Regierungszeit wurde ein zentrales Rechnungssystem in der Verwaltung von Wisconsin eingeführt. Der Haushalt für das Schulwesen wurde erhöht, die Gesetze zur Kontrolle der Banken wurden überarbeitet und ein Antikorruptionsgesetz wurde verabschiedet, das besonders Bestechungen im Zusammenhang mit Wahlen verhindern sollte. Außerdem unterstützte der Gouverneur die Kriegsanstrengungen der Bundesregierung im Zusammenhang mit dem 1898 ausgebrochenen Spanisch-Amerikanischen Krieg. Hierzu musste auch Wisconsin Soldaten abstellen.
Nach Ablauf seiner Amtszeit zog sich Scofield wieder nach Oconto zurück, wo er sich weiter seinen geschäftlichen Angelegenheiten widmete. Politisch ist er nicht mehr in Erscheinung getreten. Edward Scofield verstarb im Jahr 1925. Er war mit Agnes Potter verheiratet, mit der er drei Kinder hatte.